# Месесточервен дланокоренник
Месесточервен дланoкоренник (Dactylorhiza incarnata (L.) Soó, 1962) е многогодишно тревисто растение от едносемеделни растения от семейство Орхидеи (Orchidaceae).
Те са многогодишен вид, разпространен в умерения климатичен пояс, където се среща най-често във влажни ливади с алкални почви. Често срещани са в обширни области от Монголия на изток до Франция и Британските острови на запад и от Средиземноморието на юг до Скандинавския полуостров на север.

## Разпространение и местообитания
Видът е широко разпространен в Европа и Азия: от Ирландия и Португалия до Сибир и Китай. В България се среща в Западна Стара планина, Софийски район, Витошки район, Пирин, Рила, Средна гора и Западни Родопи. Месесточервеният дланoкоренник се среща по влажни до мочурливи ливади. Почвата може да е алкална, също така и кисела. По индикаторите на Ellenberg, видът е взискателен към светлина (индикатор за светлина: 8/10), хигрофилен (индикатор за влага: 8/10) и се среща главно в места, бедни на хранителни вещества (индикатор за хранителни вещества: 2/10). 

## Размножаване и биологични особености
Основният сезон на цъфтеж е от края на май до края на юни, а плодовете му узряват в края на август. Опрашителите на месесточервения дланoкоренник са медоносните пчели и земните пчели. Поради изключително малките му семена, вятърът е доминиращ в разпръскването на семена. Видът също така може да се размножава вегетативно, като създава дъщерни грудки.